# Al vent
«Al vent (Al viento)» es el título de una popular canción en valenciano del cantante valenciano Raimon (Ramón Pelegero Sanchis), compuesta en 1959 y lanzada en 1963, que se convirtió desde comienzos de la década de los sesenta en un símbolo de la oposición al franquismo en España y del reclamo por la autonomía de la cultura valenciana.

## Letra
Raimon compuso la letra de Al vent en 1959 cuando contaba con 19 años, y había obtenido un viaje "a dedo" (de paquete) en moto. La letra, aunque habla de búsqueda (la luz, la paz y a Dios), transmite la vivencia de encontrarse todo él "al viento", inmerso en el viento. Pero al mismo tiempo expresa de modo magistral el espíritu de libertad de un joven que es él mismo "viento del mundo".
| Al vent (frag) | Al vent (frag) |
| Valenciano (original) | Español (trad.) |
| --- | --- |
| Al vent, la cara al vent, el cor al vent, les mans al vent, els ulls al vent al vent del món. I tots, tots plens de nit, buscant la llum, buscant la pau, buscant a déu, al vent del món. La vida ens dóna penes, ja el nèixer és un gran plor: la vida pot ser eixe plor; però nosaltres al vent... | Al viento, la cara al viento, el corazón al viento, las manos al viento, los ojos al viento, al viento del mundo. Y todos, llenos de noche, buscando la luz, buscando la paz, buscando a Dios, al viento del mundo. La vida nos da penas, nacer es un gran llanto: puede que la vida sea ese llanto; pero nosotros al viento... |

La letra del Al vent está escrita en forma de grito, de proclama, precursora en gran medida del existencialismo rebelde contracultural que adoptarían los movimientos juveniles todo el mundo, durante la década del 60 y del 70. La repetición, una y otra vez del término «al vent», adquiere en un momento la condición de convocatoria: vivir «al viento».

## Música
Al vent  puede considerarse antecedente directo de la protesta española contra el régimen franquista.

## Impacto
Raimon compone y canta Al vent en valenciano. El tema fue galardonado con el 1.er Premio de las Canciones Revelación de 1963 en el VIII Premio del Disco de España. Poco después, Raimon y Salomé ganarían el Festival de la Canción Mediterránea cantando Se'n va anar en catalán y abriendo de este modo las puertas del éxito nacional a las canciones en dicho idioma como sería el caso, en 1967, de Cançò de matinada de Joan Manuel Serrat y en 1968 L'estaca de Lluís Llach como gran protagonista de la canción protesta.
La preocupación que el éxito de Raimon causó en la dictadura militar se resume en la frase de Manuel Fraga Iribarne, entonces ministro de Información y Turismo:

No pasa nada porque haya una canción en catalán.

Cantar Al vent en valenciano se constituyó en un emblema de la juventud española que no quería vivir y crecer en la dictadura militar. Paradójicamente, cuando comenzó en España el proceso de transición a la democracia, al final de la década del 70, Raimon tomó distancia de los movimientos políticos, perdiendo presencia en la música popular española.
Ismael Serrano en su mundialmente conocida canción Papá cuéntame otra vez hace referencia al impacto de Al vent entre los jóvenes españoles de la década de 1960, cuando dice: "Papá cuéntame otra vez... y como cantaste Al vent y ocupasteis la Sorbona...".